# Гравитационно поле
Гравитационно поле е физически модел, използван за да се представи въздействието, което масивно тяло произвежда в околното пространството, пораждайки сила действаща върху друго масивно тяло. Съответно то и се измерва чрез силата действаща на единица маса т.е. в нютон на килограм (N/kg). Първоначално, гравитацията е схващана сила между две точкови маси, но още Лаплас прави опит да я моделира като вид поле на лъчение или флуид. От 19 век, когато се разработва идеята за електрическо поле, пораждано от заряд, обясненията за гравитация възприемат този модел, вместо привличането между точки.
Като се разбира, че едно тяло само създава около себе си потенциално въздействие, това се обяснява като изкривяване на пространство-времето от масата. Ефектът на това изкривяване е онова, което се възприема и измерва като „сила“. В един такъв модел, материята се движи по определени начини в резултат на изкривяването на пространство-времето и или няма гравитационна сила, или гравитацията е инерционна сила.

## Класическа механика
В класическата механика, гравитационното поле е физическа величина. Гравитационното поле може да бъде дефинирано, използвайки закона за всеобщото привличане на Нютон. Определено по този начин, гравитационното поле g около частица с маса M е векторно поле, съставено във всяка точка от вектор, сочещ директно към частицата. Големината на полето във всяка точка се изчислява чрез универсален закон и представлява силата, упражнена върху единица маса на всеки обект в тази точка в пространството. Тъй като силовото поле е консервативно, съществува скаларна потенциална енергия на единица маса, Φ, във всяка точка в пространството, свързана със силовите полета. Това се нарича гравитационен потенциал. Уравнението на гравитационното поле е:
{\displaystyle \mathbf {g} ={\frac {\mathbf {F} }{m}}=-{\frac {{\rm {d}}^{2}\mathbf {R} }{{\rm {d}}t^{2}}}=-GM{\frac {\mathbf {\hat {R}} }{|\mathbf {R} |^{2}}}=-\nabla \Phi ,}
където F е гравитационната сила, m е масата на дадената частица, R е местоположението на частицата, {\displaystyle \mathbf {\hat {R}} } е единичен вектор по посока на R, t е времето, G е гравитационната константа, а ∇ е набла оператор.
Това включва закона за всеобщото привличане на Нютон и съотношението между гравитационния потенциал и ускорението на полето. Трябва да се отбележи, че {\displaystyle d^{2}\mathbf {R} /dt^{2}} и F/m са равни на гравитационното ускорение g. Отрицателните знаци са включени, тъй като силата действа противоположно на преместването. Еквивалентното уравнение на полето, по отношение на плътността на масата ρ на привличащата маса е:
{\displaystyle -\nabla \cdot \mathbf {g} =\nabla ^{2}\Phi =4\pi G\rho \!}
което съдържа закона на Гаус за гравитацията и уравнението на Поасон за гравитацията. Законите на Нютон и Гаус математически са еквивалентни и са свързани чрез теоремата на Гаус-Остроградски. Тези класически уравнения са диференциални уравнения на движението за дадена частица в присъствието на гравитационно поле, тоест съставянето и решаването им позволява да бъде намерено и описано движението на дадена маса.
Полето около множество частици е просто векторната сума на полетата около всяка отделна частица. Обект в такова поле би изпитал сила, равна на векторната сума на силите, които би изпитал в отделните полета. Математически погледнато, това е:
{\displaystyle \mathbf {g} _{j}^{\text{(net)}}=\sum _{i\neq j}\mathbf {g} _{i}={\frac {1}{m_{j}}}\sum _{i\neq j}\mathbf {F} _{i}=-G\sum _{i\neq j}m_{i}{\frac {\mathbf {\hat {R}} _{ij}}{{|\mathbf {R} _{i}-\mathbf {R} _{j}}|^{2}}}=-\sum _{i\neq j}\nabla \Phi _{i}}
т.е. гравитационното поле върху маса mj е сумата на всички гравитационни полета, в резултат на всички останали маси mi. Единичният вектор {\displaystyle \mathbf {\hat {R}} _{ij}} е в посока Ri − Rj.

## Обща теория на относителността
В общата теория на относителността, гравитационното поле се определя, решавайки уравненията на Айнщайн за полето:
{\displaystyle \mathbf {G} ={\frac {8\pi G}{c^{4}}}\mathbf {T} .}
Тук T е тензор на енергия-импулс, G е Айнщайновият тензор, а c е скоростта на светлината.
Тези уравнения зависят от разпределението на материята и енергията в област в пространството, за разлика от Нютоновата гравитация, която зависи единствено от разпределението на материята. Самите полета в общата относителност представляват кривината на пространство-времето. Според общата относителност, присъствието в регион на изкривено пространство е еквивалентно на ускорение по градиента на полето. Съгласно втория закон на Нютон, това ще накара даден обект да изпита инерционна сила, ако е поставен неподвижен спрямо полето. Затова човек се чувства дърпан надолу от гравитацията, докато стои неподвижно на повърхността на Земята. По принцип гравитационните полета, предсказани от общата относителност, се различават само леко по ефект спрямо тези, предсказани от класическата механика, но има няколко лесно проверими разлики. Една от най-познатите е изкривяването на светлината в такива полета.